# Ludovic-Napoléon Lepic

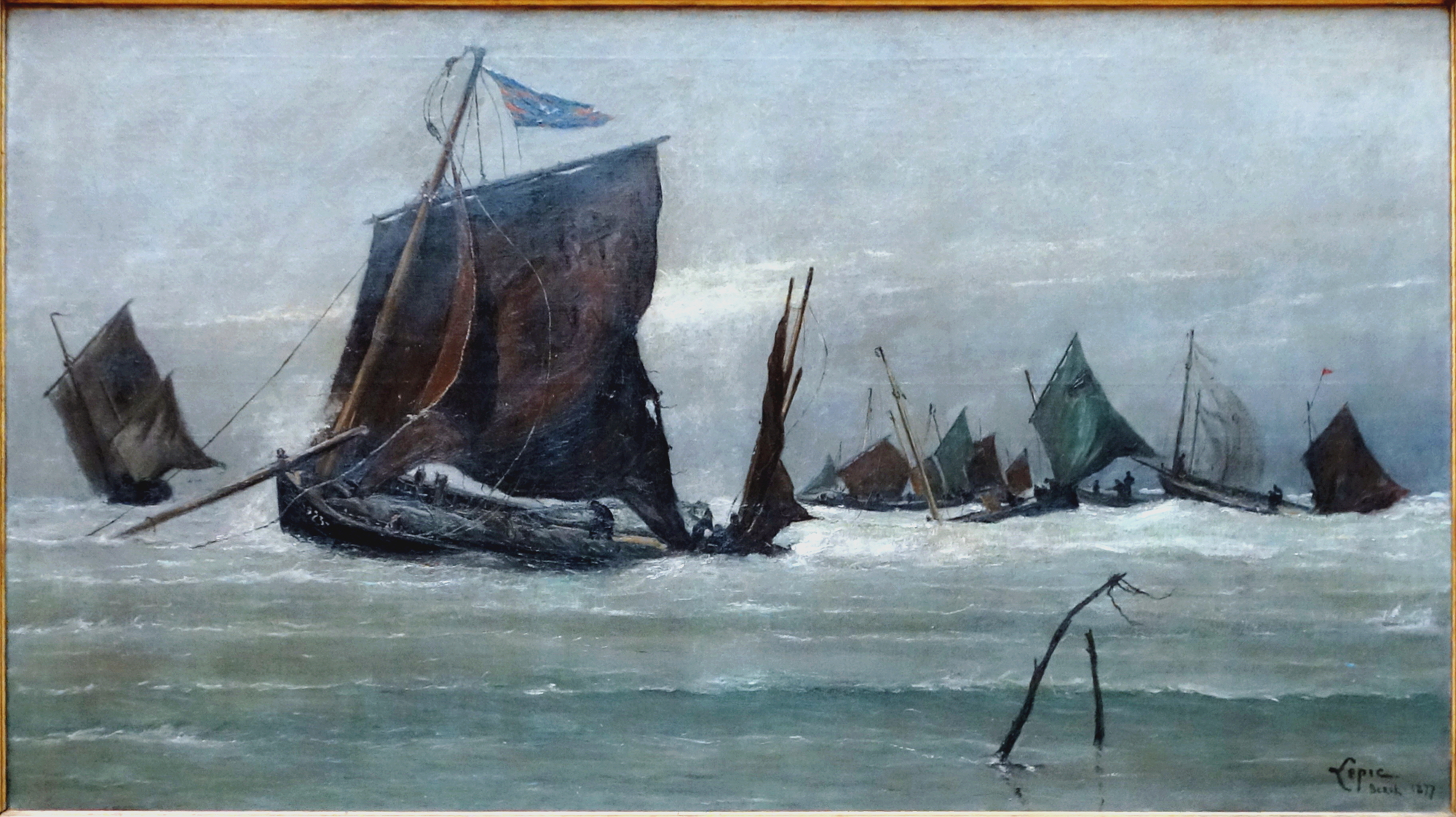
Barcos de pesca que regresan a Berck (Pas-de-Calais) (1877), Palais des Beaux-Arts de Lille

Ludovic-Napoléon Lepic, III conde Lepic (París, 17 de diciembre de 1839–ibidem, 27 de octubre de 1889) fue un pintor, grabador y arqueólogo francés, adscrito al impresionismo. 

## Biografía
Era nieto de Louis Lepic, general del ejército napoleónico, e hijo de Louis-Joseph-Napoléon Lepic, ayuda de campo de Napoleón III, y de Antoinette Aglaë Favre. Fue alumno de Gustave Wappers, Charles Verlat, Charles Gleyre y Alexandre Cabanel. Fue amigo de Edgar Degas, con quien frecuentaba la ópera y las carreras de caballos, al que contagió su afición por la técnica del grabado. Participó en la I Exposición Impresionista en 1874, donde presentó cuatro acuarelas; en la II, en 1876, presentó 36 paisajes. Destacó en los paisajes de marinas, por lo que en 1882 fue nombrado pintor oficial de la Marina de Francia. También realizó cuadros de bailarinas, como su amigo Degas, y entre otras contó con Rosa Mauri como modelo.
Lepic fue un innovador dentro del grabado: fue el creador de la técnica del eau-forte mobile («aguafuerte variable»), consistente en entintar la lámina de forma distinta en cada estampación, por lo que de una misma composición podían surgir infinitas variables y cada estampa se convertía en única. Estas estampas singulares fueron denominadas belle épreuve («prueba rara») y pasaron a ser parte de los catálogos de las galerías de arte, generalmente en ediciones limitadas y numeradas, destinadas a coleccionistas. Aunque se iniciaron con el aguafuerte, más tarde pasaron también a la litografía. Publicó sus ideas en Comment je devins graveur à l'eau-forte (1876).
En 1872 creó el Museo de Aix les Bains, del que fue el primer conservador. En 1879 expuso individualmente en la galería La vie moderne y, en 1883, en el Museo de las Artes Decorativas de París. 
Como arqueólogo, realizó varias excavaciones en Egipto y Pompeya.